# Enns (település)
Enns osztrák város Felső-Ausztria Linzvidéki járásában. 2020 januárjában 11 940 lakosa volt. Enns Ausztria legrégebbi városa, városjogát 1212-ben kapta.
2021 óta A Római Birodalom dunai limese világörökségi helyszín része.

## Elhelyezkedése

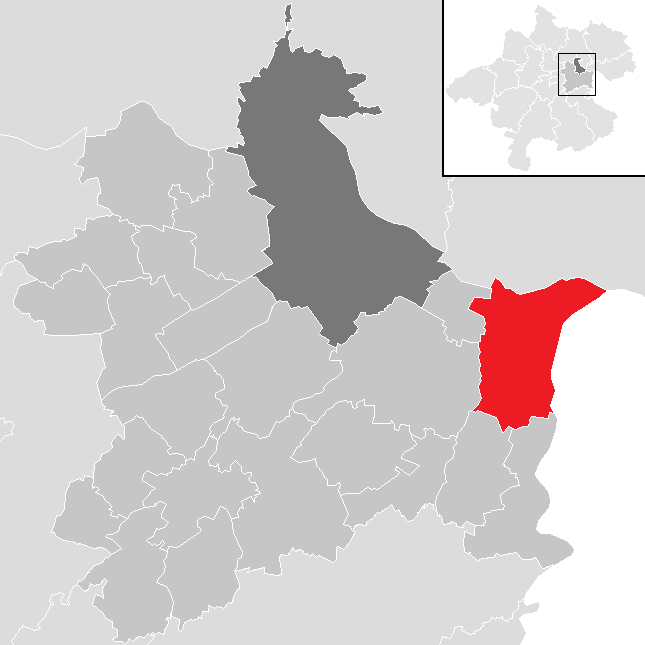
Enns a Linzvidéki járásban

Enns a tartomány Traunviertel régiójában fekszik a Linzi-síkon, a Duna bal partján, az Enns folyó torkolatánál. Területének 12,8%-a erdő, 64,1% áll mezőgazdasági művelés alatt. Az önkormányzat 14 városrészt, illetve falut egyesít: Einsiedl (62 lakos 2020-ban), Enghagen (24), Enghagen am Tabor (0), Enns (9765), Ental (40), Erlengraben (16), Hiesendorf (791), Kottingrat (55), Kristein (819), Kronau (0), Lorch (199), Moos (3), Rabenberg (17) és Volkersdorf (149). 
A környező önkormányzatok: délre Kronstorf, délnyugatra Hargelsberg, nyugatra Sankt Florian, északnyugatra Asten, északra Langenstein, északkeletre Mauthausen, keletre Ennsdorf, délkeletre Sankt Valentin (utóbbi kettő Alsó-Ausztriában).  

## Története

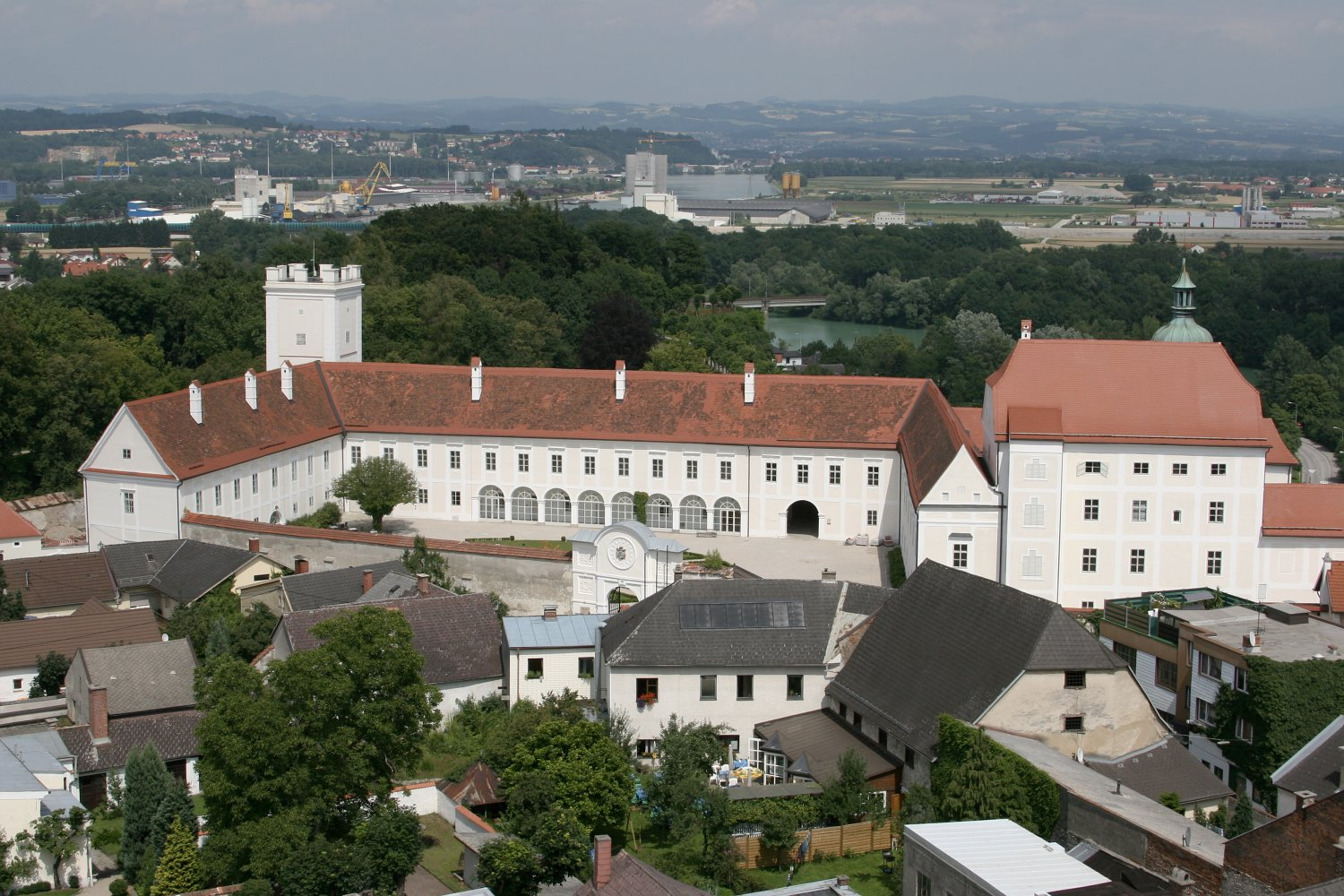
Az Ennsegg-kastély

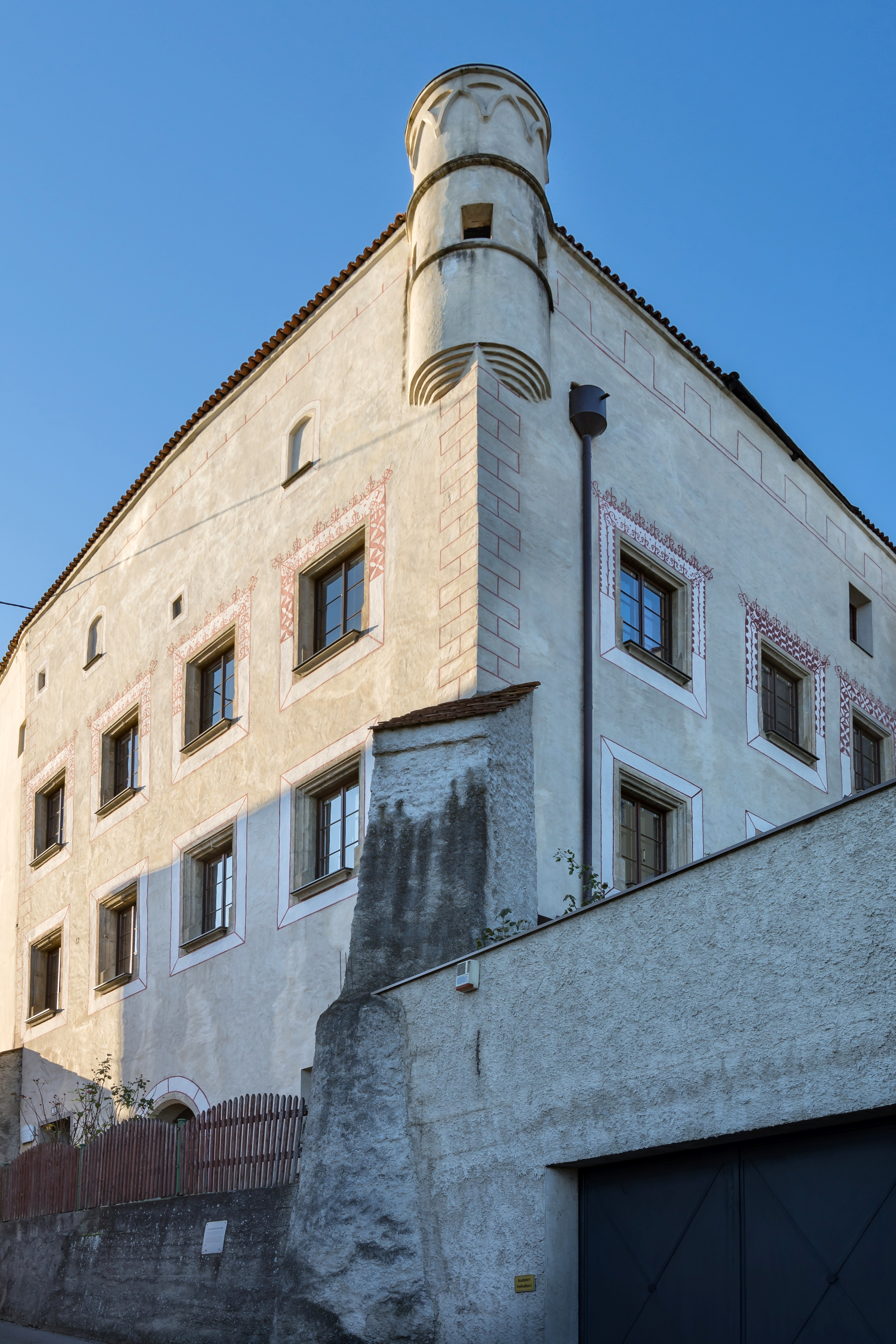
A hercegi vár

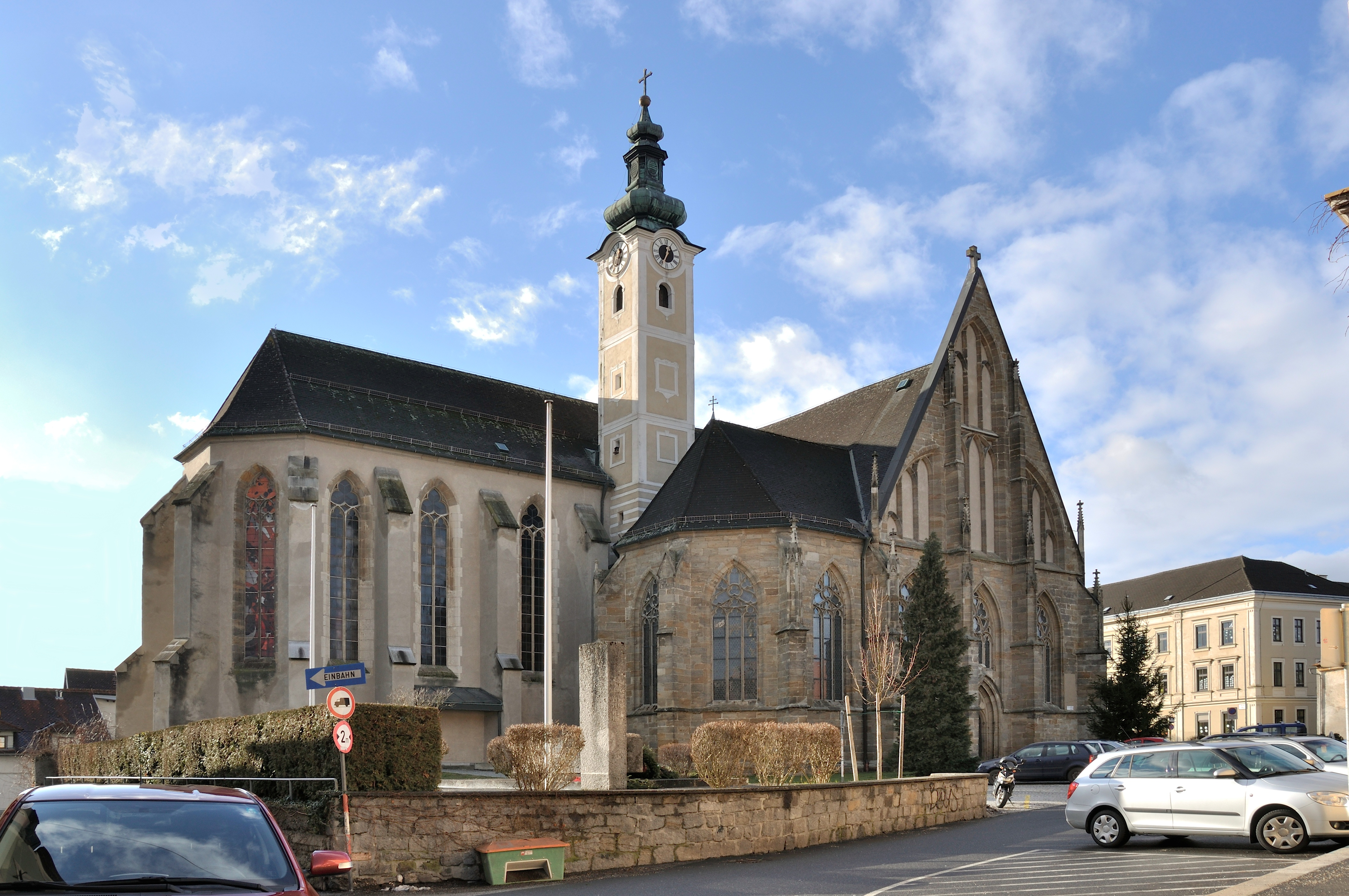
A Szűz Mária-plébániatemplom

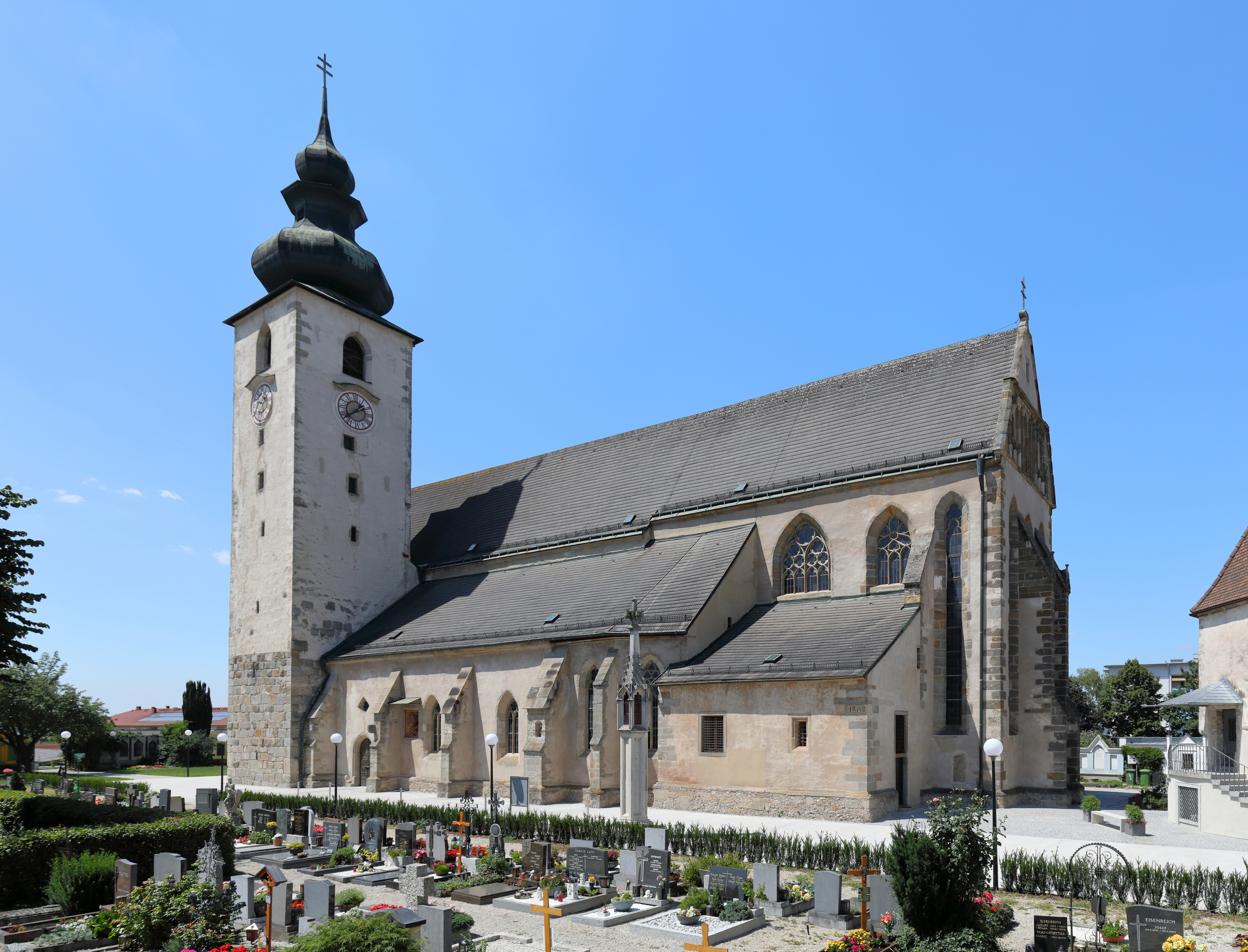
A Szt. Lőrinc-bazilika

A város a folyóról kapta a nevét, melynek elnevezése a kelta Aniból származik, amelyet a rómaiak Anisusra latinosítottak, majd a 9. századra Anesisre, Enisára, végül Ennsre változott.
Az Enns torkolatában mintegy 4 ezer éve jöttek létre az első települések. I. e. 400 körül kelták települtek a térségbe, akik megalakították Noricum nevű királyságukat. Az államot a rómaiak i. sz. 15-ben annektálták. 205-ben már a mai Enns helyén állt a II. itáliai légió erődje, Lauriacum, amely a Duna déli partján a limes részeként védte a birodalmat a germánok támadásai ellen. Az erődben mintegy 6400 katona szolgált. Caracalla császár 212-ben városi (civitas)  rangot adományozott Lauriacumnak, melynek polgári (az erődtől délnyugatra eső) részében ekkor már kb. 30 ezren éltek. A hagyomány szerint Diocletianus császár keresztényüldözései során, 304. május 4-én Lauriacumban fojtották az Ennsbe Szent Flóriánt. 370-ben azonban már keresztény bazilika épült a városban, egy korábbi római épület alapjaira (a mai lorchi Szt. Lőrinc-bazilika a régi templom helyére épült 1344-ben). Az 5. században többek között Lauriacumban tevékenykedett Noricumi Szent Szeverin. 488-ra a birodalom már nem képtelen volt feltartani a germán törzsek nyomását és kiürítette Noricum provinciát. A kiürült város romjain 530 körül bajorok telepedtek meg, de határvidéki településüket 700 körül az avarok elpusztították. Később III. Tasziló bajor herceg visszafoglalta a régiót és Nagy Károly avar háborúinak Lorch volt az egyik bázisa. 
900 körül a mai városközpont közelében lévő Georgenbergen felépítették Enisiburg várát a kalandozó magyarok ellen. A várat 976-ban a passaui püspök kapta meg. Később ennek alapjain épült Ennsegg kastélya. A 12. században II. Ottokár stájer őrgróf mezővárosi (vásártartási) jogokat adományozott a településnek. 1186-ban itt kötötték meg a georgenbergi egyezményt, melyben az örökös nélküli IV. Ottokár stájer herceg V. Babenberg Lipótra hagyományozta hercegségét. 1212-ben VI. Lipót herceg városjogot adott Ennsnek, amely így Ausztria legrégebbi városa. A Babenbergek kihalása után az örökségükért vetélkedő IV. Béla magyar és II. Ottokár cseh királyok 1254-ben megkötötték a budai békét, melyben a Stájer Hercegség egy részét – közte Ennst – az Osztrák Hercegséghez csatolták. 
V. Albert herceg 1420-ban kiűzte (illetve részben meggyilkoltatta vagy áttérésre kényszerítette) a zsidókat hercegségeiből. Az egyik indok egy szentségtörési eset volt, melynek során állítólag szent ostyát adtak el egy Izrael nevű ennsi zsidónak. Egy évnyi üldözés után az utolsó ausztriai zsidókat 1421 márciusában Bécsben máglyán megégették. Miután Mátyás magyar király elfoglalta Bécset, szóba került, hogy a fővárost Ennsbe helyezzék át, de III. Frigyes császár végül 1490-ben Linz mellett döntött. I. Miksa 1501-ben ideiglenesen ide helyezte az alsó-ausztriai kormányzatot, de a következő évben visszakerült Linzbe, 1510-ben pedig Bécsbe. Szintén 1501-ben Miksa engedélyezte, hogy Enns hidat építsen a Dunán (ez volt a negyedik híd a folyón és 1662-ig állt).
Kőszeg 1532-es ostromakor a portyázó törökök egészen Ennsig eljutottak. A Stadtturm (Várostorony), a város mai jelképe 1564-1568 között épült Hans von Matz építőmester irányításával. 1569-ben a romladozó régi várat átépítették a mai Ennsegg kastéllyá; ugyanekkor kibővítették az 1483-ban emelt hercegi kastélyt is. 1594-ben a város megkapta a kiváltságot, hogy okleveleit vörös viasszal pecsételhesse le.
A 16. században protestánssá vált lakosság sokat szenvedett az ellenreformáció és a harmincéves háború idején. Jókora adókat szabtak ki a polgárokra és a katonák elkvártélyozása is nagy anyagi áldozatokat követelt. 1625-ben egy pestisjárvány megölte a lakosság egytizennegyedét, a következő évben pedig a fellázadt parasztok harminc napon át ostrom alatt tartották a várost és épületeinek kétharmada megrongálódott. Az osztrák örökösödési háború idején, 1741-ben bajor és francia erők 16 héten át tartották megszállva Ennset. A napóleoni háborúk során 1805-ben és 1809-ben francia csapatokat szállásoltak el a városban. Az ebelsbergi csata után (az ütközet helszíne ma Linzhez tartozik), 1809. május 4-6 között heves összecsapások zajlottak az Enns hídjának birtoklásért. Napóleon három napig az ennseggi kastélyban lakott. 
A háborús idők után a békés fejlődés kora következett, egészen az 1848-as forradalmakig. A megnövekedett forgalom miatt a szűk városkapukat és a középkori városfalat lebontották (maradványai ma is láthatók). A Bécs-Linz közötti Erzsébet császárné-vasútvonal 1858-as megnyitásával Enns is bekerült az országos vasúthálózatba. 
Az 1938-as Anschlusst követő közigazgatási reform során a környező községeket, köztük Lorchot Enns városához csatolták. A második világháború alatt a városban működött a mauthauseni koncentrációs tábor egyik altábora, ahol a mintegy kétezer fogoly bunkereket épített. 1945-1955 között Enns az amerikai megszállási zónába tartozott; a közvetlenül szomszédos Alsó-Ausztriát a szovjetek szállták meg. A háború után Csehszlovákiából (főleg Gablonzból) elűzött németeket telepítettek le a város Neugablonz részében.  
Az 1960-as években megépült a West Autobahn, melynek egy lehajtója volt Enns belvárosa felé; 2010-ben elkészült egy második (Enns West/Steyr) is.

## Lakosság
Az ennsi önkormányzat területén 2020 januárjában 11 940 fő élt. A lakosságszám 1923 óta folyamatosan gyarapszik. 2017-ben a helybeliek 79,2%-a volt osztrák állampolgár; a külföldiek közül 1,8% a régi (2004 előtti), 8,1% az új EU-tagállamokból érkezett. 8,8% a volt Jugoszlávia (Szlovénia és Horvátország nélkül) vagy Törökország, 2,2% egyéb országok polgára volt. 2001-ben a lakosok 70,8%-a római katolikusnak, 2,1% evangélikusnak, 2,5% ortodoxnak, 10,6% mohamedánnak, 11,5% pedig felekezeten kívülinek vallotta magát. Ugyanekkor 38 magyar élt a városban; a legnagyobb nemzetiségi csoportokat a németek (84,2%) mellett a horvátok (4,7%), bosnyákok (3,5%), szerbek (3,1%) és törökök (2%) alkották. 
A népesség változása:

| 2018 | 11 937 |

## Látnivalók

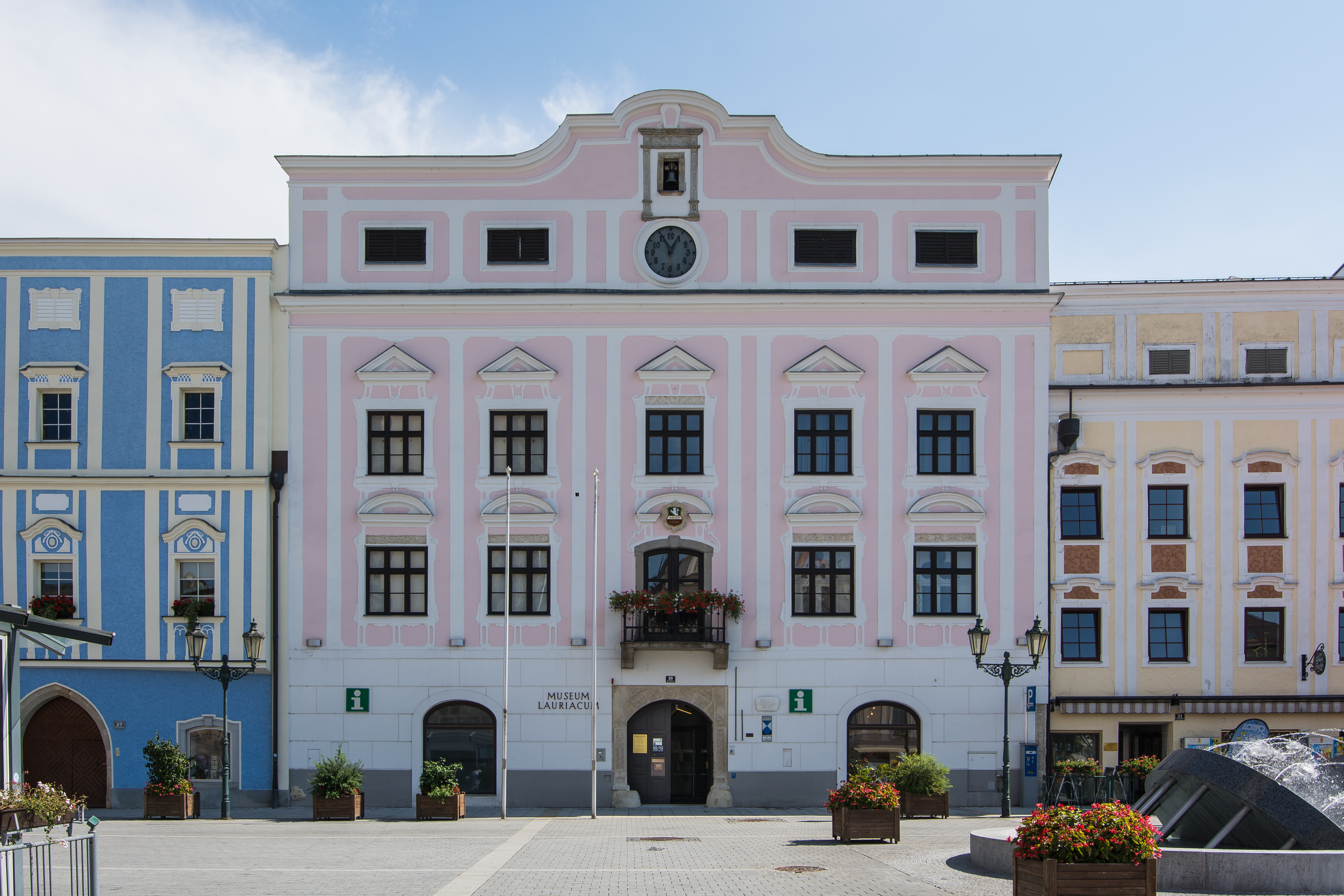
A Museum Lauriacum (régi városháza)

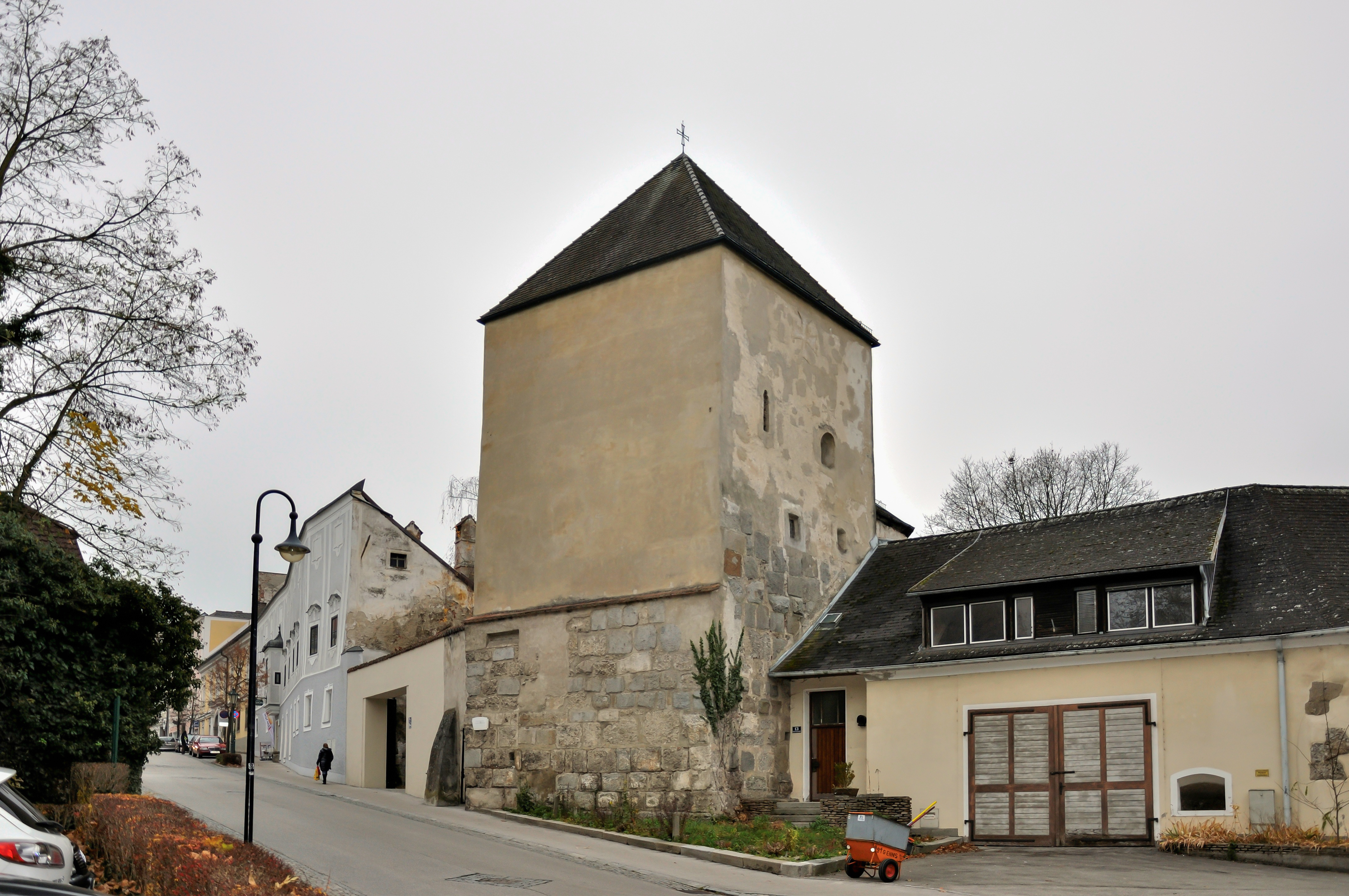
A középkori városfal maradványa a Frauenturm

- Stadtturm: 1564 és 1568 között épült, 60 méter magas óra-, harang- és őrtorony. Emeleteiről az egész környék belátható.
- A város barokk épületeiből álló főtér.
- Frauenturm: az egykori városkapu maradványa
- Ennsegg-kastély: 1809-ben I. Napóleon francia császár, 1810-ben Mária Lujza szállt meg itt.
- Alte Ennsburg (régi Enns-vár): eredetileg 900 körül épült – részben római kori kövek felhasználásával – a magyarok támadásainak kivédésére. A később többször kibővített várat 1531-ben a törökök ostromolták sikertelenül. Maradványai a kastély parkjában láthatók.
- Neue Ennsburg (új Enns-vár), 1475-ben épült hercegi vár
- Museum Lauriacum, a katonai tábor és a polgárváros emlékeit bemutató múzeum a főtéren
- A Szűz Mária-plébániatemplom
- A lorchi Szt. Lőrinc-bazilika
- Római kori maradványok az egykori Lauriacum, a mai Lorch városrész területén
- Szabadstrand és „szaunaoázis” (Saunaoase)

## Testvértelepülések
- Zeltweg (Ausztria)
- Dingolfing (Németország)
- Ennsdorf (Ausztria)

## Fordítás
- Ez a szócikk részben vagy egészben  az   Enns című német Wikipédia-szócikk ezen változatának fordításán alapul.  Az eredeti cikk szerkesztőit annak laptörténete sorolja fel. Ez a jelzés csupán a megfogalmazás eredetét és a szerzői jogokat jelzi, nem szolgál a cikkben szereplő információk forrásmegjelöléseként.